# Adina Rosetti
Adina Rosetti  (n. 6 mai 1979, Brăila, România) este o jurnalistă, eseistă și prozatoare română, autoare de cărți pentru copii.

## Biografie
Rosetti a absolvit Facultatea de Economie la Universitatea Româno-Americană în 2001 și a urmat un curs post-universitar de jurnalism la Universitatea din București.
Din 2004 a scris articole în Dilema veche. A fost redactor la revista Elle România din 2008 până în 2012, iar din  ianuarie 2014 până în mai 2019 a fost redactorul revistei Unica. 

## Carieră literară
În 2010, Rosetti își publică romanul de debut Deadline, la Editura Curtea Veche, roman inspirat din evenimente reale din viețile Ralucăi Stroescu și a lui Ion Birladeanu.
Din 2014 Rosetti începe să scrie povești pentru copii, iar prima ei carte Domnișoara Poimâine și joaca de-a Timpul, publicată la editura Cartea Veche, este promovată în 2015 în catalogul „The White Ravens”, de la Târgul Internațional de Carte de la Frankfurt 2015. Cartea a fost dramatizată de teatrul pentru copii „Momolino” și s-a jucat în întreaga țară.
În 2017 Adina Rosetti participă la prima ediție a programului „Noii povestitori”, al asociația Cu Alte Cuvinte, program care promovează personaje rome în literatura pentru copii. În urma atelierelor la care au participat la Clubul de Educație Alternativă din Ferentari, Adina Rosetti împreună cu ilustratoarea Irina Dobrescu au realizat cartea Povestea kendamei pierdute care a fost publicată în 2018 la Editura Arthur.

### Premii și festivaluri
Rosetti a obținut premiul „Tânărul Jurnalist al Anului 2007“ (secțiunea Cultură), acordat de Freedom House. În 2015 Rosetti primește premiul „Carte pentru copii” pentru Domnișoara Poimâine și joaca de-a Timpul în cadrul concursului „Cele mai frumoase cărți din România 2015” și premiul „Cea mai bună carte pentru copii și tineret” la Gala industriei de carte „Bun de Tipar” 2015.
A participat la festivaluri de literatură precum Târgul Internațional de Carte de la Leipzig (2011), festivalul literar „C’era una donna”, Perugia (2011), Istanbul Tanpınar Literature Festival (în 2016 cu susținerea Institutului Cultural Român „Dimitrie Cantemir” de la Istanbul) și Festivalul de la Brno (2019).

### Asociația „De basm”
Împreună cu Iulia Iordan, Victoria Pătrașcu și Laura Grunberg, Rosetti fondează în 2017 De Basm - Asociația scriitorilor pentru copii și adolescenți pentru a contribui la dezvoltarea literaturii pentru acest public în România. Scriitorii asociației De Basm merg în fiecare an la copiii din comunitățile defavorizate. Aceștia desfășoară ateliere creative și fac donații de carte în cadrul Caravanelor De Basm. Adina Rosetti predă cursuri de storytelling și scriere creativă pentru copii. Un proiect major al asociației coordonat și de Rosetti a fost Nesupusele, o carte în două volume despre 100 de femei senzaționale din istoria României.

## Opera

### Literatură
- Deadline. București: Editura Curtea Veche, 2010.
  - Deadline. Mercure de France, 2013, traducere în franceză Fanny Chartres, ISBN: 978-2715233553
- De zece ori pe buze. București: Editura Curtea Veche, 2015. ISBN: 978-606-588-810-4
- Nesupusele: 100 de femei pentru 100 de ani de Românie modernă, coautor împreună cu Victoria Pătrașcu, Iulia Iordan, Cristina Andone, Laura Grünberg. București: Editura Univers, 2018.

### Literatură pentru copii
- Domnișoara Poimâine și joaca de-a Timpul, ilustrații de Cristiana Radu. București: Editura Curtea Veche, 2014.
  - Reeditare la Editura Arthur, 2020
- De ce zboară vrăjitoarele pe cozi de mătură? (și alte 10 întrebări fantastice), ilustrații de Cristiana Radu. București: Editura Curtea Veche, 2016.
  - Reeditare la Editura Arthur, 2021
- Cartea curajului: 10 povești despre ființe mici care fac gesturi mari, ilustrații de Alexia Udriște. București: Curtea Veche Publishing, 2016.
- Povestea kendamei pierdute, ilustrații de Irina Dobrescu. București: Editura Arthur, 2018.
- Aiurea-n tramvai: aventurile lui Anton în Țara Cuvintelor Anapoda, ilustrații de Livia Coloji. București: Curtea Veche Publishing, 2018.
- Cronicile Domnișoarei Poimâine: Vremea Vrăjitoarei Niciodată, ilustrații de Oana Ispir. București: Arthur, 2019.
- Cronicile Domnișoarei Poimâine: În căutarea lui Akum, ilustrații de Oana Ispir. București: Arthur, 2020.
- Crăciunul Domnișoarei Poimâine, ilustrații de Cristiana Radu. București: Editura Arthur, 2021.
- Întâiul meu cuvânt de pionier, ilustrații de Dan Ungureanu. București: Editura Arthur, 2021.
- De ce și-a pierdut balaurul tableta...și alte întâmplări fantastice, ilustrații de Andrei Măceșanu. București: Arthur, 2022.
- Cronicile Domnișoarei Poimâine: Misterul orașului LuniVineri, ilustrații de Oana Ispir. București: Arthur, 2023.
- O istorie cu gust de kiwi, ilustrații de Irina Maria Iliescu. București: Editura Arthur, 2023.